# Europamesterskabet i fodbold 1960
Europamesterskabet i fodbold 1960 var det første EM i fodbold. Turneringen blev afholdt som en cupturnering, og slutrunden, der udgjordes af semifinalerne, bronzekampen og finalen, blev spillet i Frankrig.
17 nationer deltog i turneringen. De spillede først en kvalifikationsturnering, hvor holdene mødte hinanden både ude og hjemme. De sidste fire hold spillede slutrunde, og Sovjetunionen blev den første europamester efter finalesejr over Jugoslavien efter forlænget spilletid.

## Kvalifikationsturnering

### Indledende runde
| Kamp                     | Samlet | 1.kamp | 2.kamp |
| ------------------------ | ------ | ------ | ------ |
| Irland - Tjekkoslovakiet | 2-4    | 2-0    | 0-4    |

### Ottendedelsfinaler
| Sovjetunionen - Ungarn    | 4-1 | 3-1 | 1-1 | Frankrig - Grækenland | 8-2 | 7-1 | 1-1 | Rumænien - Tyrkiet | 3-2 | 3-0 | 0-2 |
| Norge - Østrig            | 2-6 | 0-1 | 2-5 |                       |     |     |     |                    |     |     |     |
| Jugoslavien - Bulgarien   | 3-1 | 2-0 | 1-1 |                       |     |     |     |                    |     |     |     |
| DDR - Portugal            | 2-5 | 0-2 | 2-3 |                       |     |     |     |                    |     |     |     |
| Polen - Spanien           | 2-7 | 2-4 | 0-3 |                       |     |     |     |                    |     |     |     |
| Danmark - Tjekkoslovakiet | 3-7 | 2-2 | 1-5 |                       |     |     |     |                    |     |     |     |

### Kvartfinaler
| Kamp                       | Samlet    | 1.kamp    | 2.kamp    |
| -------------------------- | --------- | --------- | --------- |
| Frankrig - Østrig          | 9-4       | 5-2       | 4-2       |
| Portugal - Jugoslavien     | 3-6       | 2-1       | 1-5       |
| Spanien - Sovjetunionen    | Uden kamp | Uden kamp | Uden kamp |
| Rumænien - Tjekkoslovakiet | 0-5       | 0-2       | 0-3       |
I kvartfinalen mellem Spanien og Sovjetunionen blev det sovjetiske hold dømt som vinder uden kamp, eftersom spanierne nægtede at spille i Sovjetunionen. Dermed kvalificerede følgende lande sig til slutrunden: Frankrig, Jugoslavien, Sovjetunionen og Tjekkoslovakiet.

## Slutrunde

### Semifinaler
Ganlarin’ 50 0-1
 Zenkovic’ 80 0-2
 Ganlarin’ 85 0-3
| Dato | Kamp                            | Res. | Sted      |
| ---- | ------------------------------- | ---- | --------- |
| 6.7. | Tjekkoslovakiet - Sovjetunionen | 0-3  | Marseille |
| 6.7. | Frankrig - Jugoslavien          | 4-5  | Paris     |
Frankrig vs Jugoslavien
```
Sœma’2 1-0
❌🥅 Polsman’15 brændt straffespark
Polsman’15 2-0 
Polsman’25 3-0
  Halvleg
Meriqui’51 4-0
Zlavkovic’56 4-1
Scando’60 4-2
Scando’63 4-3
Thenkoic’74 4-4
Zlankovic’90 4-5
```

### Bronzekamp
| Dato | Kamp                       | Res. | Sted      |
| ---- | -------------------------- | ---- | --------- |
| 9.7. | Tjekkoslovakiet - Frankrig | 2-0  | Marseille | Tjekkoslovakiet vs Frankrig
```
 Miché’87 (selvmål) 1-0
 Zatko’91 2-0
```

### Finale
| Dato  | Kamp                        | Res.     | Sted      |
| ----- | --------------------------- | -------- | --------- |
| 10.7. | Sovjetunionen - Jugoslavien | 2-1 efs. | Marseille |

## Statistik

### Målscorer
Der blev scoret 17 mål i 4 kampe, hvilket giver 4.25 mål pr. kamp.
2 mål
- Valentin Ivanov
- Viktor Ponedelnik
- Milan Galić
- Dražan Jerković
- François Heutte

1 mål
- Tomislav Knez
- Ante Žanetić
- Vlastimil Bubník
- Ladislav Pavlovič
- Jean Vincent
- Maryan Wisnieski
- Slava Metreveli